# 布拉格新市政厅
布拉格新市政厅（捷克语: Nová radnice）, 是捷克共和国首都布拉格市的中心行政大楼, 位于布拉格第一区布拉格老城中心圣母广场（Mariánské náměstí）东侧，克莱门特学院（Clementinum）对面。
自1945年以来，它一直是布拉格市政厅、布拉格市议会和布拉格市长办公室的所在地，包括办公室，会议厅以及市长等官员的官邸。
不要将布拉格新市政厅（New City Hall / Nová radnice）与布拉格新城市政厅（New Town Hall / Novoměstská radnice）混淆, 后者曾经是布拉格新城的市政厅，现在是布拉格第二区的区政府驻地。

## 历史
1798年以前，这里曾是一座罗马式教堂。1904年，市议会宣布举行新市政厅的设计竞赛。建筑师奥斯瓦尔德·波利弗卡于1906年被宣布为获胜者。 按照波利弗卡的新艺术运动风格设计，新市政厅建于1908至1911年。在施工过程中发生了一些变化，增加了建筑面积，奥地利皇帝也对设计发表了看法。

## 建筑

帕特诺斯特电梯的示意图

该建筑装饰有斯坦尼斯拉夫·苏察达（Stanislav Sucharda）、约瑟夫·马谢特卡（Josef Mařatka）和拉吉斯拉夫‧沙罗温（Ladislav Šaloun）等雕塑家的雕塑和浮雕。沙罗温的雕塑位于建筑物的角落， 他还设计了该市标志性的雕塑胡斯雕像。
该建筑原本是税务和金融办公室，配备了当时非常现代的帕特诺斯特电梯。约翰·普罗科佩克（John Prokopec）设计了两部高速安全电梯。
在通往礼堂主楼梯的墙上，有一块米拉达·霍拉科娃（Milada Horáková）的纪念牌匾，由雕塑家雅罗斯拉瓦·卢加索娃（Jaroslava Lukešová）完成。霍拉科娃是这座城市的政治人物。她既反对纳粹分子又反对共产党。后者在1952年的一次公审后处决了她。
新市政厅是当地政府的所在地。 除了布拉格市长之外，布拉格市议会议员和一些部门的成员也在那里开会。

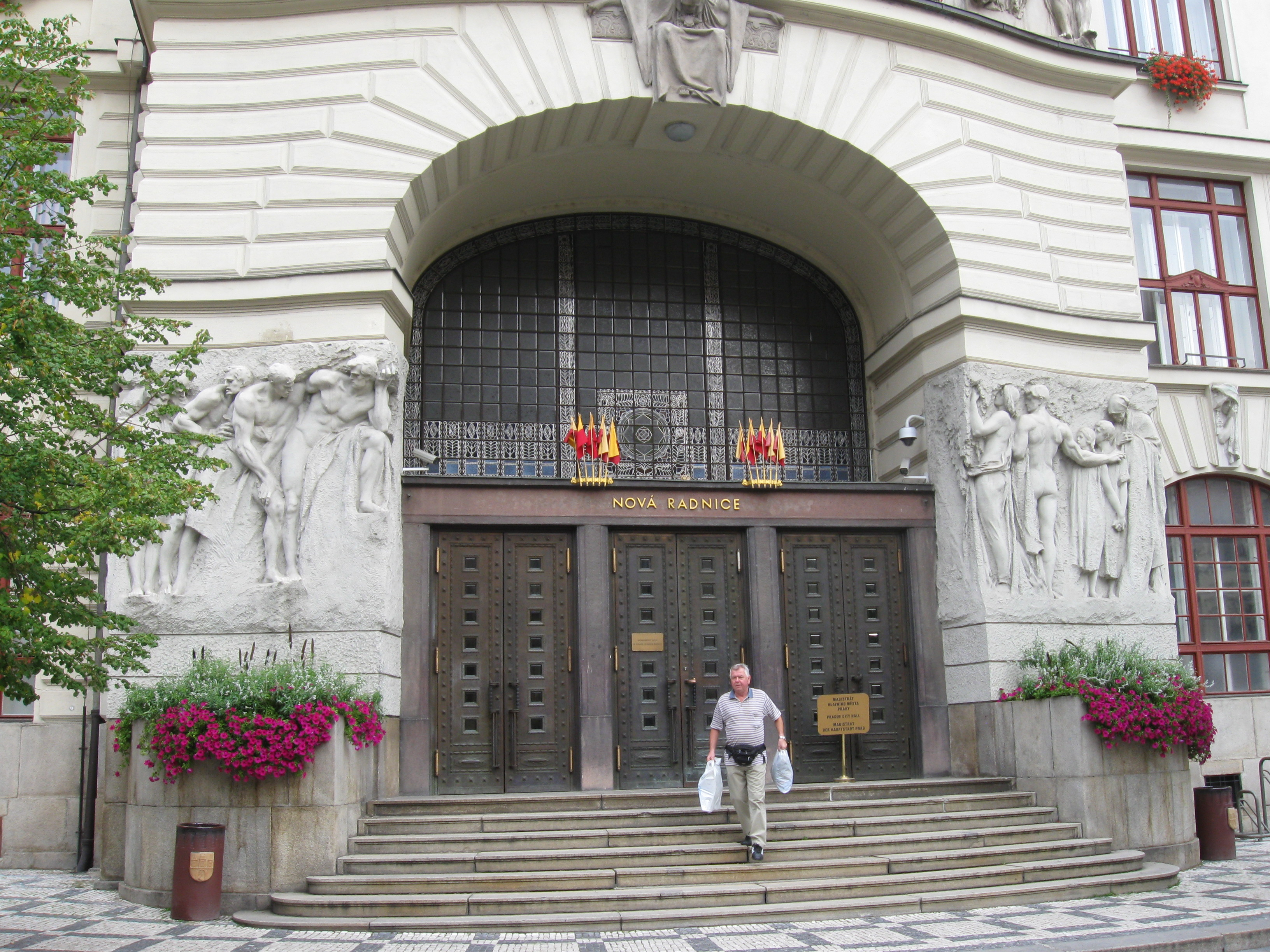
斯坦尼斯拉夫·苏察达
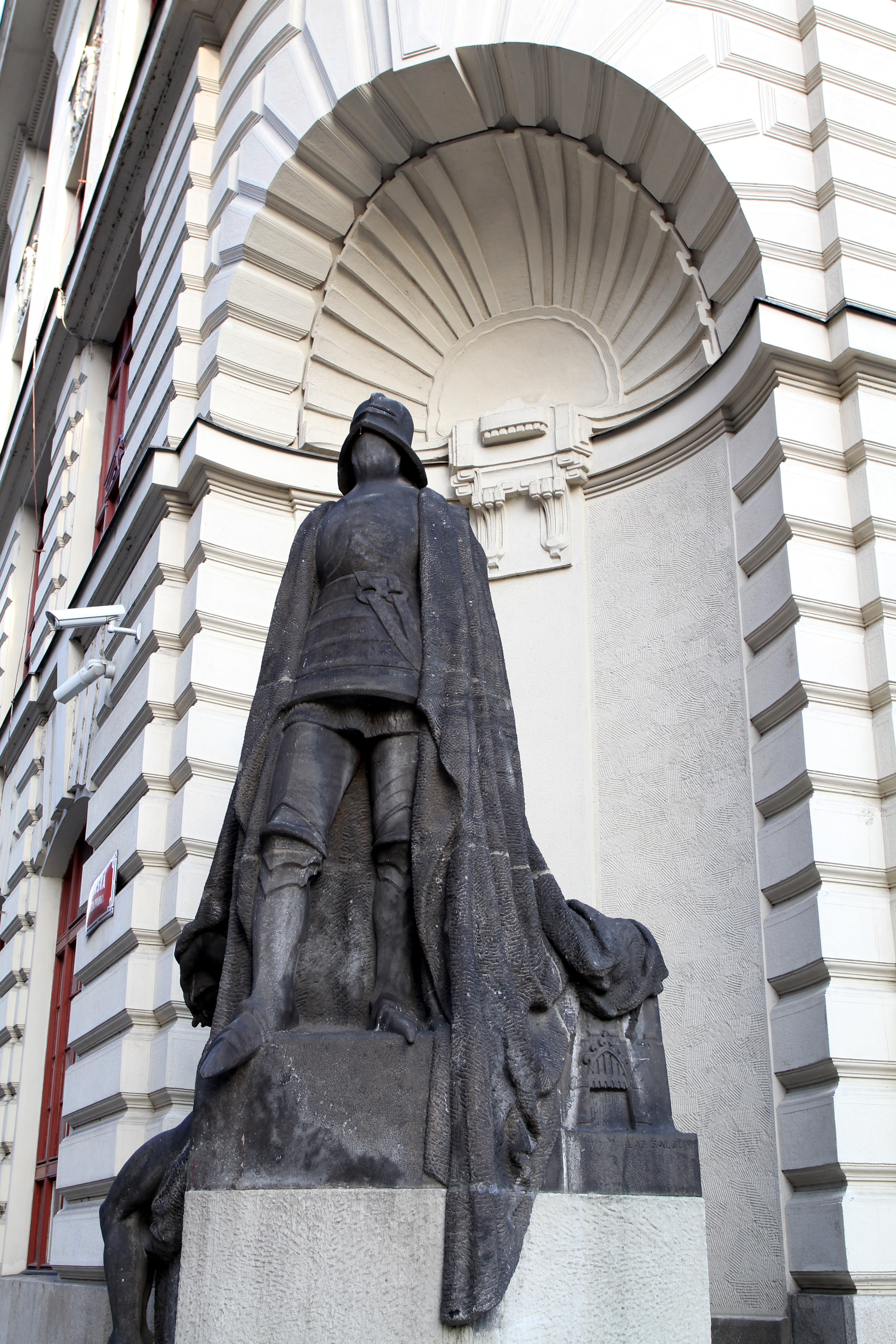
铁骑士, 拉吉斯拉夫‧沙罗温
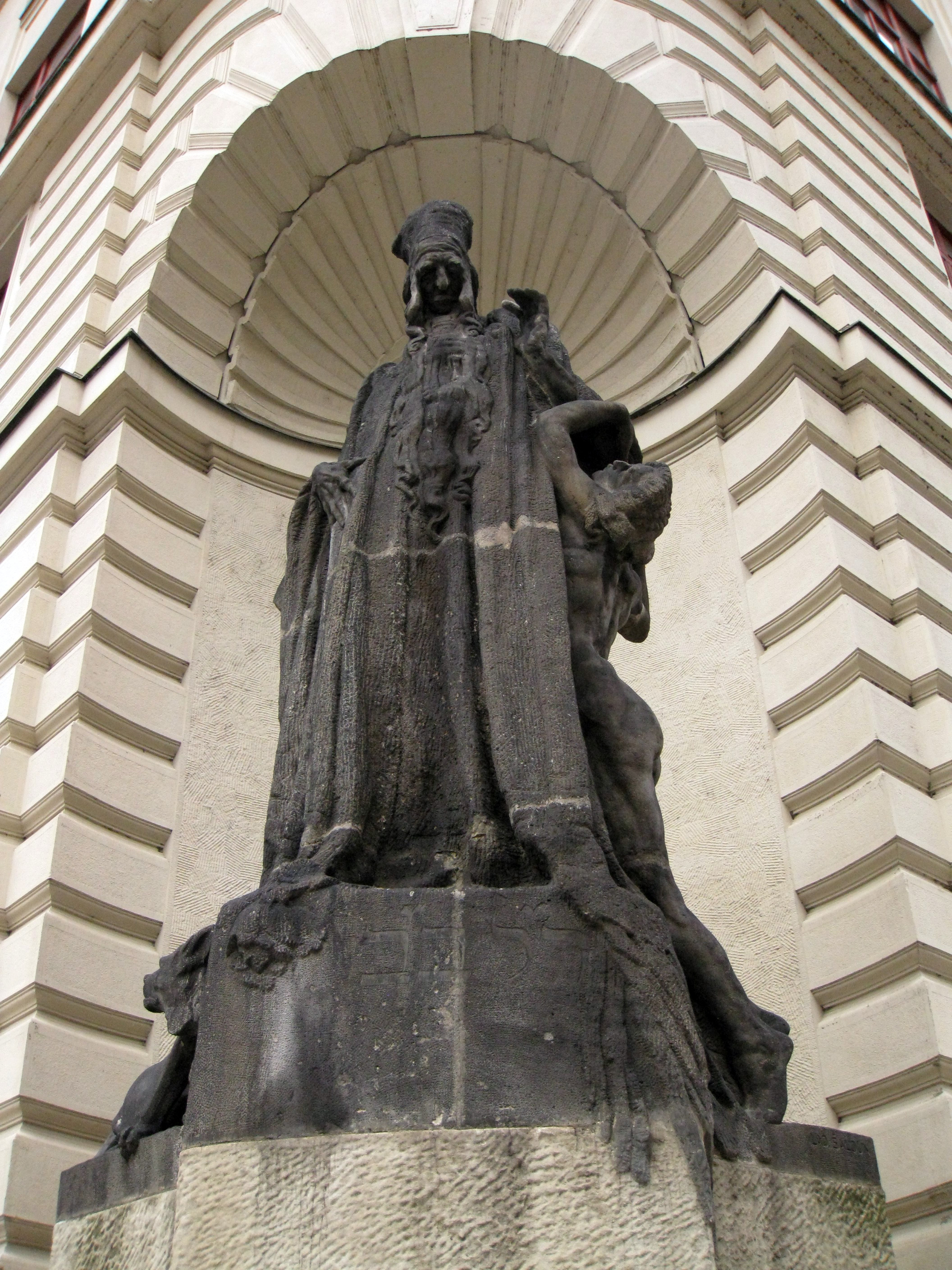
拉比, 拉吉斯拉夫‧沙罗温
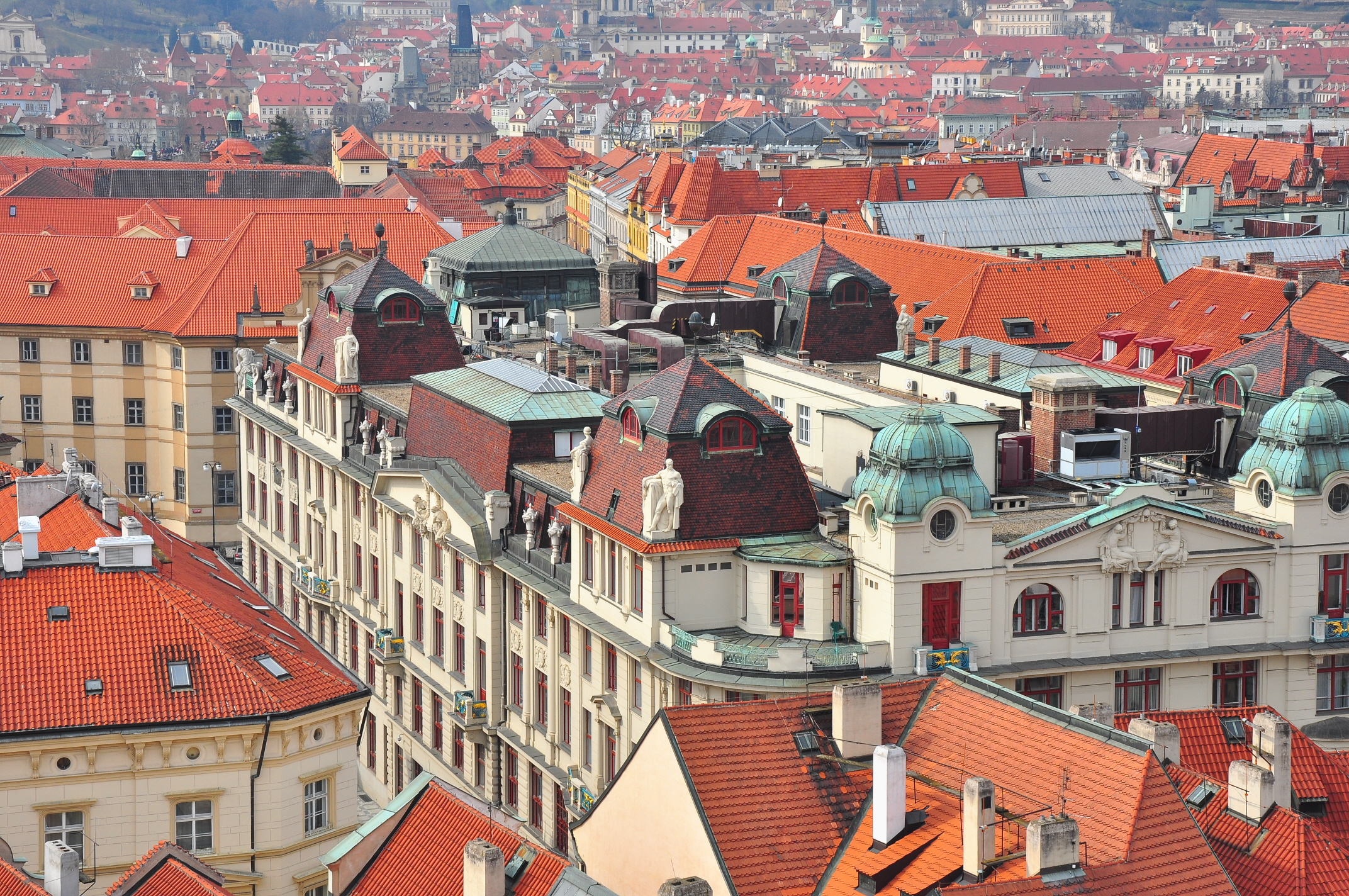